# Isarmündung

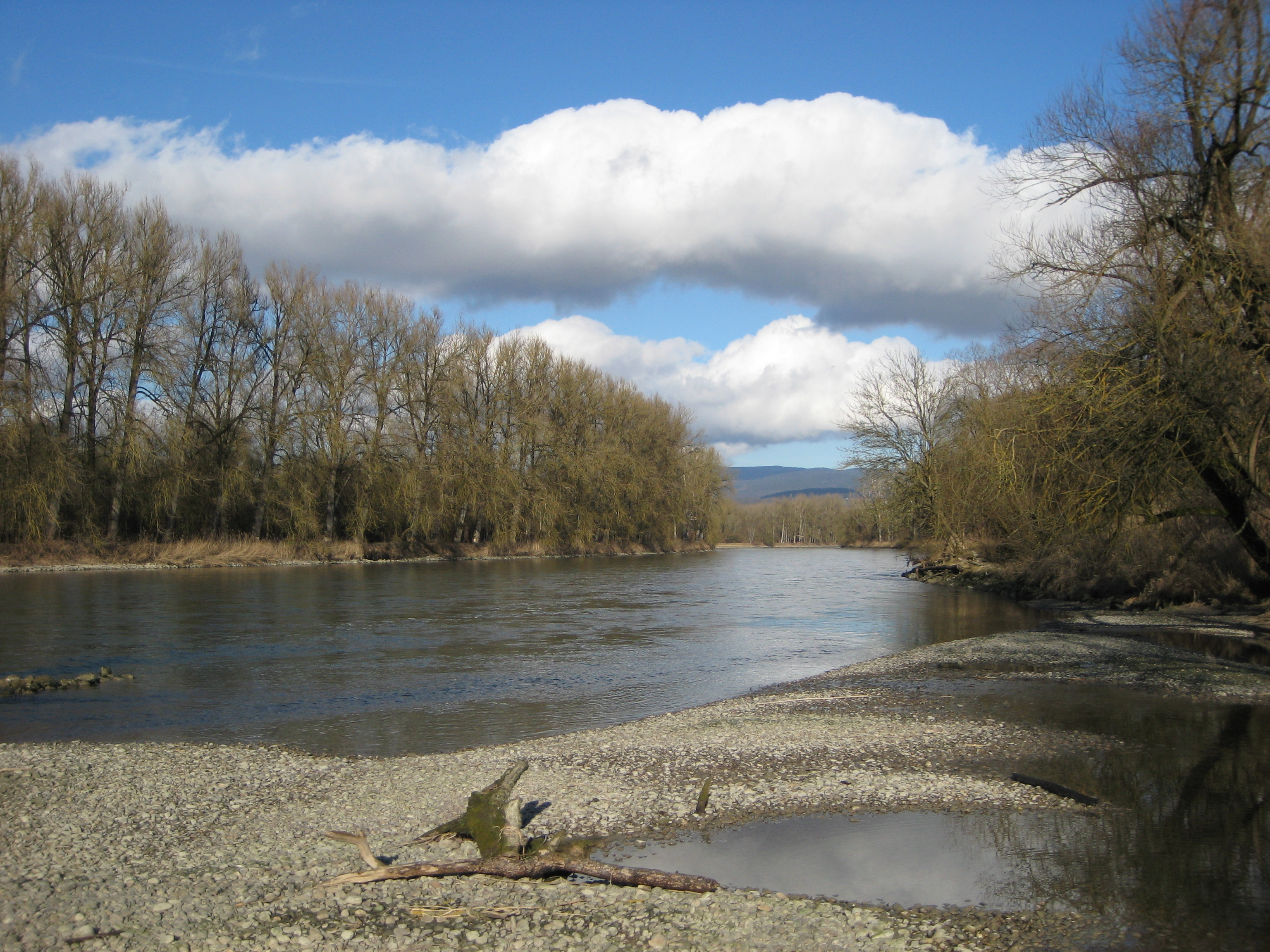
Die Isar etwa 2 km vor der Mündung in die Donau

Die Isar ist ein Zufluss der Donau. Das Isarmündungsgebiet liegt zu einem großen Teil im Bereich der Gemeinde Moos, südlich des Stadtzentrums von Deggendorf und östlich von Plattling. An 18 km der Isar liegt hier eine vielfältige Auenlandschaft, in der die Natur großenteils sich selbst überlassen wird. Um sie dennoch Besuchern zugänglich zu machen, wurde das Infohaus Isarmündung mit seinen Außenanlagen und Wanderwegen eingerichtet. Die letzten 1,63 Kilometer der Isar bis zu ihrer Mündung in die Donau, liegen vollständig auf dem Gemeindegebiet der Stadt Deggendorf (Stadtteil Fischerdorf). Der unmittelbar südlich der Mündung gelegene Ort Isarmünd wird abgesiedelt, um diesen immer wieder bei Hochwasser überschwemmten Bereich als Polder nutzen zu können.

## Flora und Fauna
Im Isarmündungsgebiet finden sich beispielhaft die verschiedenen Lebensräume einer Auenlandschaft:

### Fließgewässer
Untersuchungen in den Jahren 1990/91 wiesen 35 verschiedene Fischarten nach. Leitfisch ist hier die Barbe, dieser Abschnitt der Isar wird eine Barbenregion genannt. Kiesbänke und kiesige, flachere Uferzonen nutzen die Fische als Laichplatz, die strukturreichen Ufer als Schutz und Nahrungsstätte. Hier leben die im gesamten Donauraum vom Aussterben bedrohten Arten Schneider, Frauennerfling und die drei Barscharten Schrätzer, Streber und Zingel.

### Altwässer
Durch die Verlagerung des Flussbetts der Isar, die innerhalb der Deiche an ihren letzten 10,5 km frei fließen kann, bilden sich Altwässer, in denen verschiedene, an stilles oder stehendes Wasser angepasste Tierarten leben. So sind im Isarmündungsgebiet 10 verschiedene Amphibienarten nachgewiesen, wie z. B. der Moorfrosch oder der Springfrosch. Die so entstandenen Tümpel und halb abgeschnittenen Flussteile bieten auch Lebensraum für eine Vielzahl von Insekten wie die Große Königslibelle. Von diesem Nahrungsangebot profitiert z. B. der Schilfrohrsänger. Der sehr seltene Eisvogel, der sich hauptsächlich von kleinen Fischen ernährt, findet in Steilufern der Auengewässer Platz für seine Bruthöhlen. Häufige, stilles Wasser bevorzugende Fische sind die Rotfeder und das Rotauge.

### Weichholzauwald

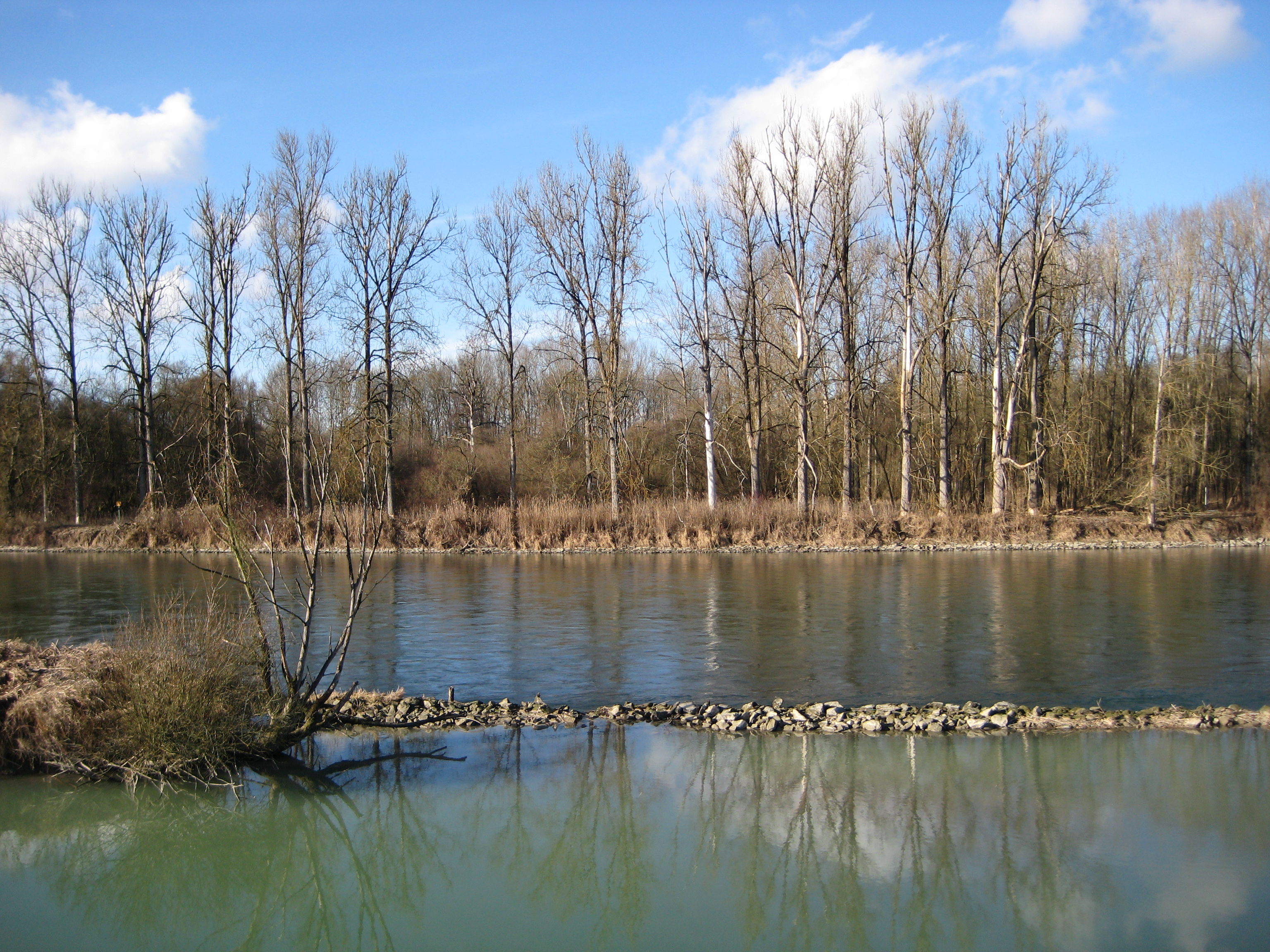
Winterliche Uferlandschaft im Isarmündungsgebiet

Das Merkmal des Weichholzauwalds – im Gegensatz zum Hartholzauwald – ist die regelmäßige Überflutung durch Hochwässer. Die hier wachsenden Weichhölzer wie Weiden und Pappeln nutzt der sehr häufig vorkommende Biber. Das Weißsternige Blaukehlchen hat hier eines der bedeutendsten Vorkommen in Mitteleuropa.

### Hartholzauwald
Den jenseits der Deiche liegenden und seltener überschwemmten Hartholzauwald dominieren Eschen, Stieleichen und Bergahorn. Der sehr seltene Mittelspecht findet hier Nahrung und, in altem Holz, Platz für seine Bruthöhlen. Ebenfalls ein Baumhöhlenbrüter ist der Halsbandschnäpper.
Durch die dichten Baumkronen und die Strauchschicht dringt wenig Licht zum Boden durch, was schattenliebende Pflanzen gedeihen lässt. Lianenartige Gewächse wie Waldrebe, Hopfen und Wilder Wein ranken sich an Bäumen in die Höhe. Große Seltenheiten wie Frauenschuh und Becherglocke sind hier zu finden.

### Feucht- und Nasswiesen
Diese vor allem im 17. und 18. Jahrhundert als Streuwiesen genutzten Flächen bieten Lebensraum für den Großen Brachvogel und das Braunkehlchen, das seine Nester in dichtem Bewuchs am Boden baut. Amphibien dienen diese Wiesen als Teillebensräume, besonders wenn geeignete Laichgewässer angrenzen.

### Brennen, Trocken- und Magerrasen
Die Isar als Gebirgsfluss mit starkem Gefälle bringt eine hohe Geschiebefracht (vorwiegend Kies) aus den Alpen in den Mündungsbereich. Auf ehemaligen Kies- und Sandbänken, die jetzt an Land liegen, wachsen an Trockenheit besonders angepasste Pflanzen, die unter dem Konkurrenzdruck einer normalen, stark gedüngten und deswegen sehr nährstoffreichen Wiese von schneller wachsenden Arten verdrängt würden. Insekten, wie der hier noch häufige Warzenbeißer und der Silbergrüne Bläuling, sind auf diesen sogenannten Brennen dominierend.
Besonders hervorzuheben ist die Sammerner Heide, ein Rest, der von der bis ins 19. Jahrhundert hinein um Moos noch typischen, parkartigen Landschaft übriggeblieben ist: Trockenrasen mit einzeln darauf stehenden Bäumen bestimmen hier das Bild. Sie entstand dadurch, dass die Bauern ihr Vieh dorthin trieben und weiden ließen, was die Verstrauchung verhinderte.

## Bedeutung
Das Isarmündungsgebiet als einziges intaktes Mündungsgebiet eines Alpenflusses in die Donau genießt besonderen Schutzstatus als:
- Landschaftsschutzgebiet „Untere Isar“: 3436 ha, ausgewiesen 1973 vom Landkreis Deggendorf
- Naturschutzgebiet „Isarmündung“: 808 ha, ausgewiesen 1990 von der Regierung von Niederbayern
- FFH-Gebiet (Fauna-Flora-Habitat-Richtlinie): 1181 ha
- Europäisches Vogelschutzgebiet: 2077 ha
- Bundesprojekt „Mündungsgebiet der Isar“: 2800 ha, seit 1989[2][3]

## Gefährdung und Donauausbau
Die Isar mündet bei Moos zwischen Straubing und Vilshofen in die Donau. Dieser etwa 70 km lange Bereich gehört zu den letzten frei fließenden, aber bereits von Buhnen und Parallelwerken verbauten Donauabschnitten in Europa. Für diesen Bereich bestehen Pläne, die als Bundeswasserstraße ausgewiesene Donau für die Schifffahrt auszubauen. Derzeit stellt dieser Abschnitt ein Engpass für den zuverlässigen Schiffsverkehr zwischen dem Rhein und der österreichischen Donau dar, da die deutsche Donau im Vergleich zu den frei fließenden Abschnitten der österreichischen Donau und dem Rhein eine Fehltiefe von 0,5–1,0 Metern aufweist. Dies ist insbesondere im Sommer der Fall, da die deutsche Donau kaum von Schmelzwasser gespeist wird.
Hier stehen sich zwei Ausbauvarianten gegenüber, die sog. Variante A und die Variante C 2,80. Die mit Bundestagsbeschluss aus dem Jahr 2002 gewünschte Variante A beschränkt sich auf flussbauliche Maßnahmen und erhält das für das ökologische Gleichgewicht notwendige Fließen. Es würde einen zusätzlichen Fahrinnentiefe von 20 cm ermöglichen. Variante C 2,80 sieht das Abschneiden der Donauschlinge Mühlhamer Schleife bei Aicha mit einer niedrigeren Staustufe (Stützschwelle) und einem Durchstichkanal vor, da der Abschnitt unterhalb der Isarmündung ein starkes Gefälle aufweist, was es schwierig macht, eine zusätzliche Fahrrinnentiefe zu schaffen.
Außerdem stellt die Mühlhamer Schleife eine herausfordernde Flussstrecke für die Schifffahrt dar, die mit einer Schleuse und einem Schleusenkanal umgangen werden könnte. Immerhin würden 98 % des Donauwassers weiterhin durch die Mühlhamer Schleife fließen, die wieder renaturiert werden könnte.
Diese Variante wurde vom Land Bayern gefordert. Bei Verwirklichung von Variante C 2,80 würde die Donau auf einer kürzer Strecke von circa 9 Kilometer aufgestaut, abhängig von der Wasserstand. Bei Niedrigwasser liegt auch die Isarmündung im Staubereich.  Die Fließgeschwindigkeiten würden sich im Bereich Isarmündung bis Aicha um circa 0,6 auf 0,6 Meter pro Sekunde reduzieren. Die Fließgeschwindigkeiten würden dann den derzeit oberhalb der Isarmündung vorhandenen Geschwindigkeit entsprechen, die aufgrund der natürlichen Aufstauung, verursacht von dem eingeschränkten Querschnitt der Donau durch den Kieseintrag der Isar, entstehen. Ähnlich sieht es bei Mittelwasser aus. Oberhalb der Isarmündung und unterhalb von Aicha verändern sich die Fließgeschwindigkeiten nur unwesentlich.
Wegen der geringen Höhe des Schlauchwehres und des Abstands vom Wehr ist noch immer mit einer starken natürlichen Fließdynamik zu rechnen, auch im Bereich der Isarmündung, die es in den anderen gestauten Donauabschnitten nur im Unterwasser der Wehren gibt. Es würde eine zusätzliche Fahrinnentiefe von 65 cm geben, womit die Fahrinnentiefenunterschieden zwischen den verschiedenen freifließenden Strecken der Donau und Rhein zum größten Teil ausgeglichen wären.
Aufgrund der politischen Pattsituation zwischen Bund und Land kam es zu keiner einvernehmlichen Einigung für eine Ausbauvariante.
Am 27. Februar 2013 gab es jedoch einen Kabinettsbeschluss der Landesregierung für einen sanften Donauausbau zwischen Straubing und Vilshofen, unter Zurückstellung eines Flussabschnittes.